# Gurbanguly Berdimuhamedow
Gurbanguly Mälikgulyýewiç Berdimuhamedow (Babarab, Ašgabat, 29. lipnja 1957.), bivši je predsjednik Turkmenistana. Dužnost predsjednika obnašao je od 2006. do 2022. godine. Bio je u vijeću ministara Saparmyrata Nyýazowa od 1997. kao ministar zdravstva, a od 2001. kao potpredsjednik. Nakon smrti Nyýazowa u prosincu 2006., Berdimuhamedow je postao vršitelj dužnosti predsjednika, te je, pobijedivši na izborima 2007. postao predsjednik. Na izborima nije imao stvarnu oporbu, pa je odnio dominantnu pobjedu. Ponovno je izabran na izborima 2012. s 97% glasova. Ima počasni nadimak Arkadag, u prijevodu zaštitnik.

## Životopis
Berdimuhamedow je rođen u selu Babarb u blizini glavnog grada Ašgabata. Diplomirao je 1979. na Medicinskom institutu Turkmenistanskog državnog sveučilišta u Ašgabatu. Od 1979. do 1997. radio je na različitim dužnostima u Ministarstvu zdravstva i medicinske industrije Turkmenistana. Radio je kao učitelj, profesor asistent u katedri preventivne stomatologije, dekan Fakulteta stomatologije Turkmenskog državnog Medicinskog instituta, te kao ravnatelj Stomatološkog centra Ministarstva zdravstva i medicinske industrije. Obranio je doktorat u medicinskoj znanosti.
U prosincu 1997. imenovan je ministrom zdravstva i medicinske industrije. Postavljen je za izvršnog ravnatelja Fondacije razvoja zdravstvene skrbi Turkmenistana i vršitelja dužnosti rektora Turkmenskog državnog Medicinskog instituta. U travnju 2001. imenovan je potpredsjednikom Vijeća ministara Turkmenistana. Odlukom Državnog vijeća sigurnosti od 21. prosinca 2006., nakon smrti predsjednika Saparmyrata Nyýazowa, imenovan je vršiteljem dužnosti predsjednika Turkmenistana i vrhovnog zapovjednika Oružanih snaga Turkmenistana.
Na predsjedničkim izborima održanim 11. veljače 2007. izabran je za predsjednika između šest kandidata. Na sjednici Narodnog vijeća 14. veljače 2007. prisegao je na izabranu dužnost. Ponovno je izabran na predsjedničkim izborima održanim 12. veljače 2012.
Na predsjedničkim izborima održanim 12. ožujka 2022. godine za predsjednika je izabran njegov sin Serdar Berdimuhamedow.